# Умершие в сентябре 1944 года
Это список известных людей, соответствующих установленным критериям значимости (см. Википедия:Критерии значимости персоналий), умерших в сентябре 1944 года.
Причина смерти указывается лишь в исключительных случаях (убийство, самоубийство, гибель в результате военных действий, смертная казнь, ДТП или несчастные случаи). В остальных случаях — не указывается.

## 1 сентября
- Василий Гамаюн — старший лейтенант авиации, Герой Советского Союза.
- Истай Ищанов (38) — сержант артиллерии, Герой Советского Союза.
- Генрих Штрёбель (74) — немецкий социалист, публицист и политик.

## 2 сентября
- Николай Авдеев (26) — штурман эскадрильи 8-го гвардейского авиационного полка 8-й гвардейской авиационной дивизии 2-го гвардейского авиационного корпуса авиации дальнего действия, Герой Советского Союза.
- Джамиль Ахмедов (20) — командир взвода 168-го гвардейского стрелкового полка 55-й гвардейской стрелковой дивизии 28-й армии 1-го Белорусского фронта, гвардии лейтенант, Герой Советского Союза.
- Пётр Вацлав Слонимский (50) — польский врач, зоолог, гистолог и эмбриолог.

## 3 сентября
- Иконников, Николай Фёдорович (38) — генерал-майор Рабоче-крестьянской Красной Армии, участник Великой Отечественной войны.
- Карабут, Иван Лаврентьевич (30) — участник Великой Отечественной войны, Герой Советского Союза.
- Мельников, Сергей Фролович (33) — участник Великой Отечественной войны, Герой Советского Союза.
- Седненков, Николай Петрович (25) — участник Великой Отечественной войны, Герой Советского Союза.
- Хохлов, Николай Александрович (21) — участник Великой Отечественной войны, Герой Советского Союза.

## 4 сентября
- Блюмке, Фридрих (46) — немецкий военачальник, генерал-майор вермахта.
- Еськов, Иван Егорович — участник Великой Отечественной войны, Герой Советского Союза.
- Курганский, Иван Андреевич — красноармеец Рабоче-крестьянской Красной Армии, участник Великой Отечественной войны, Герой Советского Союза.
- Матронин, Василий Иванович (40) — участник Великой Отечественной войны, Герой Советского Союза.
- Пивченков, Владимир Тимофеевич (24) — командир батальона 954-го стрелкового полка 194-й стрелковой дивизии 48-й армии 1-го Белорусского фронта, капитан, Герой Советского Союза (посмертно); погиб в бою в Польше.
- Тарасов, Михаил Михайлович (45) — кадровый военный, полковник. Участник Великой Отечественной войны, один из организаторов и лидеров «Братского Союза Военнопленных».
- Шумаков, Яков Сергеевич (24) — участник Великой Отечественной войны, Герой Советского Союза.

## 5 сентября
- Иван Дементьев (32) — Герой Советского Союза, автоматчик 384-го отдельного батальона морской пехоты Одесской Военно-морской базы Черноморского флота, матрос.
- Дмитрий Комаров (21) — Герой Советского Союза.
- Николай Остапченко — Герой Советского Союза.
- Николай Серов (20) — Герой Советского Союза.
- Михаил Фёдоров (26) — Герой Советского Союза.

## 6 сентября
- Звонарёв, Борис Владимирович — советский дипломат, разведчик.
- Иллазаров, Исай Иллазарович (24) — Герой Советского Союза, гвардии старший сержант.
- Чарторыйский, Михаил (47) — один из князей Чарторыйских, блаженный Римско-Католической Церкви.

## 7 сентября
- Лукьяненко, Антон Иосифович — Герой Советского Союза
- Спиридонов, Виктор Афанасьевич — один из основателей борьбы самбо.

## 8 сентября
- Билик, Павол (27) — словацкий военнослужащий Финансовой гвардии Чехословакии.

## 9 сентября
- Василий Иванов (26) — Герой Советского Союза.
- Андрей Крутошинский (26) — Герой Советского Союза.
- Антон Мартусевич (81) — начдив Латышской стрелковой дивизии.

## 10 сентября
- Белокуров, Василий Антонович — Герой Советского Союза.
- Колпаков, Архип Иванович (52) — генерал-майор Рабоче-крестьянской Красной Армии, участник Гражданской и Великой Отечественной войн.

## 12 сентября
- Наумов, Кондратий Иванович (25) — Герой Советского Союза.
- Панов, Алексей Борисович — командир 67-го гвардейского истребительного авиационного полка 273-й истребительной авиационной дивизии 6-го истребительного авиационного корпуса 16-й воздушной армии Центрального фронта, гвардии подполковник.
- Титов, Николай Иванович — генерал-майор Рабоче-Крестьянской Красной Армии, участник Великой Отечественной и Гражданской войны.
- Щурихин, Александр Автономович — Герой Советского Союза.

## 13 сентября
- Иван Бабин — Герой Советского Союза.
- Иоланде Беекман (32) — британская разведчица швейцарского происхождения.
- Павел Бурлуцкий (34) — Герой Советского Союза.
- Михаил Быков (30) — Герой Советского Союза.
- Владимир Корнеев (20) — Герой Советского Союза.
- Нур Инайят Хан (30) — индийская принцесса, британская разведчица-радистка.
- Элейн Плюмэн — французская разведчица, деятельница Движения Сопротивления во Франции.

## 14 сентября
- Грачёв, Иван Петрович (29) — Герой Советского Союза.
- Люлин, Сергей Михайлович (28) — Герой Советского Союза.
- Шишинашвили, Абибо Эрастович (23) — Герой Советского Союза.

## 15 сентября
- Францев, Евгений Иванович (22) — Герой Советского Союза.

## 16 сентября
- Коробкин, Иван Петрович — Герой Советского Союза.
- Песков, Борис Глебович (35) — русский советский писатель.
- Чаговец, Григорий Иванович — Герой Советского Союза.

## 17 сентября
- Магеррам Дадашев (32) — Герой Советского Союза, механик-водитель танка 233-й танковой бригады (5-й механизированный корпус, 6-я танковая армия, 2-й Украинский фронт), старший сержант.
- Евгений Зикран — Герой Советского Союза.
- Яков Ляхов (21) — Герой Советского Союза.
- Владимир Прыгов (20) — Герой Советского Союза, младший лейтенант.

## 18 сентября
- Валерий Величко (19) — старший сержант Рабоче-крестьянской Красной Армии, участник Великой Отечественной войны, Герой Советского Союза.
- Михаил Паршин — участник Великой Отечественной войны, Герой Советского Союза.
- Алексей Рудь — участник Великой Отечественной войны, Герой Советского Союза.
- Иван Янушковский (31) — командир 254-го миномётного полка 27-й Ленинградской бригады (1944), гвардии майор, Герой Советского Союза.

## 19 сентября
- Павел Белоусов — Герой Советского Союза.
- Александр Волков — Герой Советского Союза.
- Константин Морозов — Герой Советского Союза.
- Иван Недвижай (19) — Герой Советского Союза.
- Михаил Перевозный (26) — Герой Советского Союза.
- Зинон Прохоров (35) — Герой Советского Союза.

## 20 сентября
- Буздалин, Семён Григорьевич (20) — Герой Советского Союза.
- Гусенко, Павел Яковлевич (30) — командир эскадрильи, Герой Советского Союза, участник боев на Халхин-Голе, Советско-финской войны и Великой Отечественной войны.
- Карицкий, Сергей Демьянович (30) — Герой Советского Союза.
- Юханов, Алексей Семёнович (31) — Герой Советского Союза.

## 21 сентября
- Константин Колесников — полковник Красной Армии.
- Александр Кошиц — украинский хоровой дирижёр, композитор, фольклорист и педагог.

## 22 сентября
- Брянцев, Алексей Матвеевич (26) — капитан Красной Армии.
- Васильев, Фёдор Андреевич (25) — Герой Советского Союза.
- Власенко, Сергей Платонович (35) — старший сержант Рабоче-крестьянской Красной Армии, участник Польского похода РККА и Великой Отечественной войны, Герой Советского Союза.
- Горбачёв, Дмитрий Филиппович — Герой Советского Союза.
- Горбенко, Иван Тихонович (25) — Герой Советского Союза.
- Досмухаметов, Иргаш — полный кавалер ордена Славы.
- Достовалов, Семён Васильевич — Герой Советского Союза.
- Кутяшов, Сергей Спиридонович (45) — чувашский деятель образования, историк, директор чувашского НИИ.
- Мишкин, Николай Тимофеевич (21) — Герой Советского Союза.
- Орёл, Иван Яковлевич (30) — Герой Советского Союза.
- Поющев, Алексей Иванович — Герой Советского Союза.

## 23 сентября
- Юрий Головатый (21) — Герой Советского Союза.
- Хамит Неатбаков — Герой Советского Союза.
- Григорий Ожмегов (33) — Герой Советского Союза.

## 24 сентября
- Вильгельм Вегенер (49) — немецкий офицер, участник Первой и Второй мировых войн, генерал пехоты, кавалер Рыцарского креста с Дубовыми листьями и Мечами.
- Александр Дёмин (26) — Герой Советского Союза.

## 25 сентября
- Манук Абегян (75) — армянский советский литературовед.
- Фёдор Бобров (46) — советский военачальник, генерал-майор, участник Первой мировой, Гражданской и Великой Отечественной войн, Герой Советского Союза.
- Вальтер Брайски (58) — федеральный канцлер Австрии (1922)

## 26 сентября
- Борис Лебедев — Герой Советского Союза.
- Йохан Питка (72) — военный и политический деятель Эстонии.

## 27 сентября
- Дмитрий Потылицын (36) — советский военный. Участник Великой Отечественной войны. Герой Советского Союза (1943). Гвардии капитан сухопутных войск.
- Сергей Прокудин-Горский (81) — известный русский фотограф, химик (ученик Менделеева), изобретатель, издатель, педагог и общественный деятель.
- Леон Александр Сапега (60) — польский дворянин, землевладелец, путешественник, летчик, депутат сейма.

## 29 сентября
- Владимир Артамонов (37) — участник Великой Отечественной войны, Герой Советского Союза.
- Николай Киреев — участник Великой Отечественной войны, Герой Советского Союза.
- Александр Некрасов (18) — участник Великой Отечественной войны, Герой Советского Союза.
- Василий Сенатор (23) — военный лётчик, участник Великой Отечественной войны, Герой Советского Союза.
- Алексей Слепанов — участник Великой Отечественной войны, Герой Советского Союза.
- Семён Устинов (32) — участник Великой Отечественной войны, Герой Советского Союза.

## 30 сентября
- Батырев, Пётр Михайлович (26) — Герой Советского Союза.
- Заварин, Григорий Антонович (41) — Герой Советского Союза.
- Лепешинский, Пантелеймон Николаевич (76) — профессиональный революционер, партийный деятель, литератор.
- Чупров, Александр Ефимович (19) — Герой Советского Союза.
- Якунин, Николай Петрович (41) — советский военачальник, в годы Великой Отечественной войны командовал дивизиями, корпусом.